# Вибори до Хмельницької обласної ради 2006
Вибори до Хмельницької обласної ради 2006 — вибори до Хмельницької обласної ради, що відбулися 26 березня 2006 року. Це були перші вибори до Черкаської обласної ради, що проводилися за пропорційною виборчою системою. Для того, щоб провести своїх представників до Хмельницької обласної ради, партія чи блок мусила набрати не менше 3% голосів виборців.

## Результати виборів
| Розподіл голосів    | Розподіл голосів    | Розподіл голосів | Розподіл голосів | Розподіл голосів |
| ------------------- | ------------------- | ---------------- | ---------------- | ---------------- |
|                     |                     |                  |                  |                  |
| БЮТ (35)            | БЮТ (35)            |                  | 29.7%            | 29.7%            |
| «Наша Україна» (24) | «Наша Україна» (24) |                  | 20.1%            | 20.1%            |
| Блок Литвина (10)   | Блок Литвина (10)   |                  | 7.9%             | 7.9%             |
| Партія регіонів (8) | Партія регіонів (8) |                  | 6.9%             | 6.9%             |
| СПУ (8)             | СПУ (8)             |                  | 6.6%             | 6.6%             |
| УНБ КіП (5)         | УНБ КіП (5)         |                  | 4.5%             | 4.5%             |

Примітка: На діаграмі зазначені лише ті політичні сили, які подолали 3 % бар'єр
 і провели своїх представників до Хмельницької обласної ради.
 В дужках — кількість отриманих партією чи блоком мандатів.

## Зовнішні посилання
- Офіційна сторінка Хмельницької обласної ради
- О чем свидетельствуют региональные выборы 2006?[недоступне посилання з червня 2019](рос.)